# Paul Harrington
Pour les articles homonymes, voir Harrington.
Paul Harrington est un musicien irlandais, qui, avec Charlie McGettigan, a gagné le Concours Eurovision de la chanson pour l'Irlande en 1994.
La chanson victorieuse était Rock 'n' Roll Kids, dont la musique et les paroles avaient été écrites par Brendan Graham. Dans l'histoire de l'Eurovision Harrington et McGettigan ont été le premier groupe avoir obtenu plus de 200 points (226), et leur victoire était la troisième consécutive pour l'Irlande, (après Linda Martin en 1992 et Niamh Kavanagh en 1993) représentant le premier coup du chapeau qu'un pays ait jamais réalisé.
En 1991, Harrington a produit chez Eaton Records l'album What I'd Say comportant douze chansons, dont il a écrit ou coécrit cinq titres.
Harrington a chanté dans le spectacle de Michael Flatley Celtic Tiger et s'est produit sur la station de radio irlandaise RTÉ 2fm, ainsi que de temps en temps sur le réseau de télévision irlandais Radio Telefís Éireann.

## Albums
- Rock and Roll Kids
- What I'd Say